# Lju Dong
Liu Dong (kitajsko: 刘东; pinjin: Liu Dong), kitajska atletinja, * 24. december 1973, Džinžou, Ljudska republika Kitajska.
Ni nastopila na olimpijskih igrah. Na svetovnih prvenstvih je leta 1993 osvojila naslov prvakinje v teku na 1500 m.